# Rhodamnia argentea
Rhodamnia argentea är en myrtenväxtart som beskrevs av George Bentham. Rhodamnia argentea ingår i släktet Rhodamnia och familjen myrtenväxter. Inga underarter finns listade i Catalogue of Life.